# The Monsters ~JAM Project Best Collection IX~
The Monsters ~JAM Project Best Collection IX~ é a nona coletânea "Best Collection" do JAM Project. Como de praxe, contém músicas que o grupo fez para animes, tokusatsu e jogos eletrônicos. Foi lançada em 14 de novembro de 2012 pela Lantis e possui 16 faixas.

## Curiosidade
É a primeira "Best Collection" a não ter nenhuma música original desde a primeira, Best Project ~JAM Project Best Collection~.

## Recepção
O álbum chegou à 21ª posição na Billboard Japan e ficou cinco semanas no Oricon Albums Chart, chegando à 24ª posição.

## Faixas
| N.º            | Título                                         | Letras                    | Música                                              | Usada em             | Duração |  |
| 1.             | "The Monsters"                                 | Hironobu Kageyama         | H. Kageyama, Yoshichika Kuriyama e Atsushi Yokozeki | Senyu.               | 4:30    |  |
| 2.             | "NOAH"                                         | H. Kageyama               | H. Kageyama e R・O・N                               | Super Robot Wars/Z2  | 4:25    |  |
| 3.             | "GARO -MAKAISENKI- with JAM Project"           |                           | Y. Kuriyama e Shiho Terada                          | Garo: MAKAISENKI     | 1:31    |  |
| 4.             | "Waga Na wa Garo"                              | H. Kageyama               | H. Kageyama, Ricardo Cruz e Kenichi Sudo            | Garo: MAKAISENKI     | 4:04    |  |
| 5.             | "Metamorphose"                                 | Masami Okui               | Hiroshi Kitadani e K. Sudo                          | Muv-Luv Alternative  | 4:04    |  |
| 6.             | "LIMIT BREAK"                                  | H. Kageyama e H. Kitadani | H. Kageyama e Masaki Suzuki                         | Cardfight!! Vanguard | 4:14    |  |
| 7.             | "The advent of Genesis"                        | M. Okui                   | M. Okui e K. Sudo                                   | Super Robot Wars Z   | 5:48    |  |
| 8.             | "Haou no Tsurugi"                              | H. Kageyama               | H. Kageyama e M. Suzuki                             | CR Fever Ha-LORD-2   | 4:02    |  |
| 9.             | "PREDESTINATION"                               | M. Okui                   | M. Okui e Kyou Takada                               | Garo: MAKAISENKI     | 4:01    |  |
| 10.            | "Hagane no Resistance"                         | H. Kageyama               | H. Kageyama e Junpei Fujita                         | Super Robot Wars Z   | 4:39    |  |
| 11.            | "Believe in my existence"                      | H. Kageyama               | H. Kageyama, H. Kitadani e Hijiri Anze              | Cardfight!! Vanguard | 4:05    |  |
| 12.            | "Negai"                                        | M. Okui                   | M. Okui e H. Anze                                   | Super Robot Wars/Z2  | 5:04    |  |
| 13.            | "PROMISE ~Without you~"                        | M. Okui                   | M. Okui e K. Sudo                                   | Garo                 | 4:00    |  |
| 14.            | "Ha"                                           | H. Kitadani               | H. Kitadani, A. Yokozeki e Y. Kuriyama              | CR Fever Ha-LORD-2   | 5:14    |  |
| 15.            | "Believe ~Eien no Link~"                       | H. Kageyama               | H. Kageyama e K. Sudo                               | Senyu.               | 6:02    |  |
| 16.            | "Glorious Days ~10th Anniversary of Ragnarok~" | H. Kageyama               | H. Kageyama e K. Sudo                               | Ragnarök Online      | 5:43    |  |
| Duração total: | Duração total:                                 | Duração total:            | Duração total:                                      | Duração total:       | 71:25   |  |

## Integrantes
- Hironobu Kageyama
- Masaaki Endoh
- Hiroshi Kitadani
- Yoshiki Fukuyama
- Masami Okui
- Ricardo Cruz